# Cyclaspis granulosa
Cyclaspis granulosa är en kräftdjursart som beskrevs av Hale 1944. Cyclaspis granulosa ingår i släktet Cyclaspis och familjen Bodotriidae. Inga underarter finns listade i Catalogue of Life.